# Karbulovo
Karbulovo (en serbe cyrillique : Карбулово) est un village de Serbie situé dans la municipalité de Negotin, district de Bor. Au recensement de 2011, il comptait 368 habitants.
Karbulovo est situé à proximité de la Jasenička reka, un affluent du Danube.

## Histoire
Le village de Karbulovo est mentionné pour la première fois sur des cartes autro-hongroises en 1723. Autrefois situé sur les bords mêmes de la Jasenička reka, il a été reconstruit un peu à l'écart de la rivière pour éviter les inondations.

## Démographie

### Évolution historique de la population
| 1948 | 1953 | 1961 | 1971 | 1981 | 1991 | 2002 | 2011 |
| ---- | ---- | ---- | ---- | ---- | ---- | ---- | ---- |
| 910  | 871  | 847  | 789  | 721  | 608  | 520  | 368  |

|  |